# Гульдала
Гульдала (каз. Гүлдала, до 1999 г. — Красное Поле) — село в Талгарском районе Алматинской области Казахстана. Административный центр Гульдалинского сельского округа. Код КАТО — 196249100.
27 декабря 2019 года здесь произошла авиакатастрофа.

## Население
В 1999 году население села составляло 5382 человека (2587 мужчин и 2795 женщин). По данным переписи 2009 года, в селе проживали 7104 человека (3439 мужчин и 3665 женщин).